# Epicloridrina
Epicloridrina è il nome comune del clorometilossirano, composto organico clorurato derivato dell'ossido di propilene. Nonostante il nome epicloridrina, non è una aloidrina.
L'epicloridrina è un liquido incolore con un odore pungente simile al cloroformio, poco solubile in acqua, ma solubile nella maggior parte dei solventi organici polari. È una molecola chirale e il composto è in genere utilizzato come miscela racemica dei due enantiomeri.
Il composto è molto reattivo e viene utilizzato per produrre glicerolo, materie plastiche, collanti e resine epossidiche, elastomeri.

## Storia
Il termine epicloridrina fu coniato da Marcellin Berthelot che descrisse il composto per la prima volta nel 1854, dopo averlo isolato in seguito a studi sulle reazioni tra glicerolo e acido cloridrico gassoso.

## Produzione
La maggior parte dell'epicloridrina è prodotta a partire dal cloruro di allile. La sintesi prevede due passaggi; nel primo si aggiunge acido ipocloroso, ottenendo una miscela di due alcoli:
Nel secondo passaggio questa miscela è trattata con una base per ottenere l'epossido:
Per questa via nel 1997 sono state prodotte più di 800 000 tonnellate di epicloridrina.
Un'altra via per produrre epicloridrina utilizza il glicerolo, che è un sottoprodotto nella produzione del biodiesel. Il glicerolo viene prima trattato con acido cloridrico gassoso ad alta temperatura ottenendo una miscela di 1,3-dicloro-propan-2-olo e 2,3-dicloro-propan-1-olo. In seguito la miscela è trattata con NaOH e si ottiene epicloridrina.

## Proprietà
L'epicloridrina reagisce rapidamente con nucleofili composti, ad esempio come le ammine, con apertura dell'anello epossidico. In condizioni di reazione adatte, reagisce con eliminazione del cloro e formazione di un nuovo epossido.

## Applicazioni
Nell'industria viene utilizzata principalmente per introdurre il gruppo epossido in altri composti, per ottenere materiali di partenza per resine epossidiche (derivati del bisfenolo A) ed elastomeri. Fino a pochi anni fa l'epicloridrina era utilizzata anche per produrre glicerolo sintetico:
{\displaystyle {\ce {CH2CHOCH2Cl + 2 H2O -> HOCH2CH(OH)CH2(OH) + HCl}}}
Tuttavia, lo sviluppo della produzione del biodiesel, dove il glicerolo è un sottoprodotto di scarto, ha portato ad un eccesso di glicerolo sul mercato. La produzione di glicerolo sintetico è ora limitata ad applicazioni farmaceutiche, tecniche e per la cura personale, dove sono richiesti standard di qualità molto elevati.

## Tossicità / Indicazioni di sicurezza
L'epicloridrina è infiammabile e per contatto provoca gravi lesioni alle mucose e agli occhi. È tossica per ingestione, inalazione o contatto cutaneo. È considerata un possibile agente cancerogeno.